# 陳汀
陳汀（越南语：／，？—？），交趾人，明朝政治人物。
陳汀最初为古雷縣千夫長，后屡次跟从方政征讨叛军有功，方政十分信任倚赖。王通撤军后，陳汀率家九十余人從間道走，被叛军追击，其家属尽亡，而其独身进入欽州。明宣宗嘉奖其義，升任为指挥佥事。